# Скључани
Скључани су насељено мјесто у општини Козарска Дубица, Република Српска, БиХ. Према попису становништва из 1991. у насељу је живјело 307 становника.

## Становништво
| Демографија | Демографија | Демографија |
| Година      | Становника  | Становника  |
| ----------- | ----------- | ----------- |
| 1948.       | 290         |             |
| 1953.       | 263         |             |
| 1961.       | 298         |             |
| 1971.       | 305         |             |
| 1981.       | 306         |             |
| 1991.       | 307         |             |